# East Baton Rouge Parish
Das East Baton Rouge Parish (französisch Paroisse de Bâton-Rouge Est) ist ein Parish im Bundesstaat Louisiana der Vereinigten Staaten. Bei der Volkszählung im Jahr 2020 hatte das Parish 456.781 Einwohner und eine Bevölkerungsdichte von 386,8 Einwohnern pro Quadratkilometer. Der Verwaltungssitz (Parish Seat) ist Baton Rouge.

## Geographie
Das Parish liegt im mittleren Südosten von Louisiana, ist im Norden etwa 40 km von Mississippi entfernt und hat eine Fläche von 1219 Quadratkilometern, wovon 39 Quadratkilometer Wasserflächen sind. Es grenzt an folgende Parishes:
| West Feliciana Parish   | East Feliciana Parish | St. Helena Parish |
| West Baton Rouge Parish |                       | Livingston Parish |
|                         | Iberville Parish      | Ascension Parish  |

## Geschichte
Das East Baton Rouge Parish wurde 1810 aus Teilen des Westflorida-Territoriums gebildet.
Drei Bauwerke des Parish haben aufgrund ihrer geschichtlichen Bedeutung den Status einer National Historic Landmark, Louisiana State Capitol, das Old Louisiana State Capitol und der Zerstörer Kidd. Insgesamt sind 90 Bauwerke und Stätten des Countys im National Register of Historic Places eingetragen (Stand 23. Oktober 2017).
Die Stadt St. George wurde erst am 12. Oktober 2019 durch eine Volksabstimmung als Stadt gegründet und ist mit 86.316 Einwohnern die fünftgrößte Stadt Louisianas. Die Gründung von St. George war das Ergebnis eines langwierigen Kampfes um die Selbstständigkeit von Baton Rouge.

## Demografische Daten

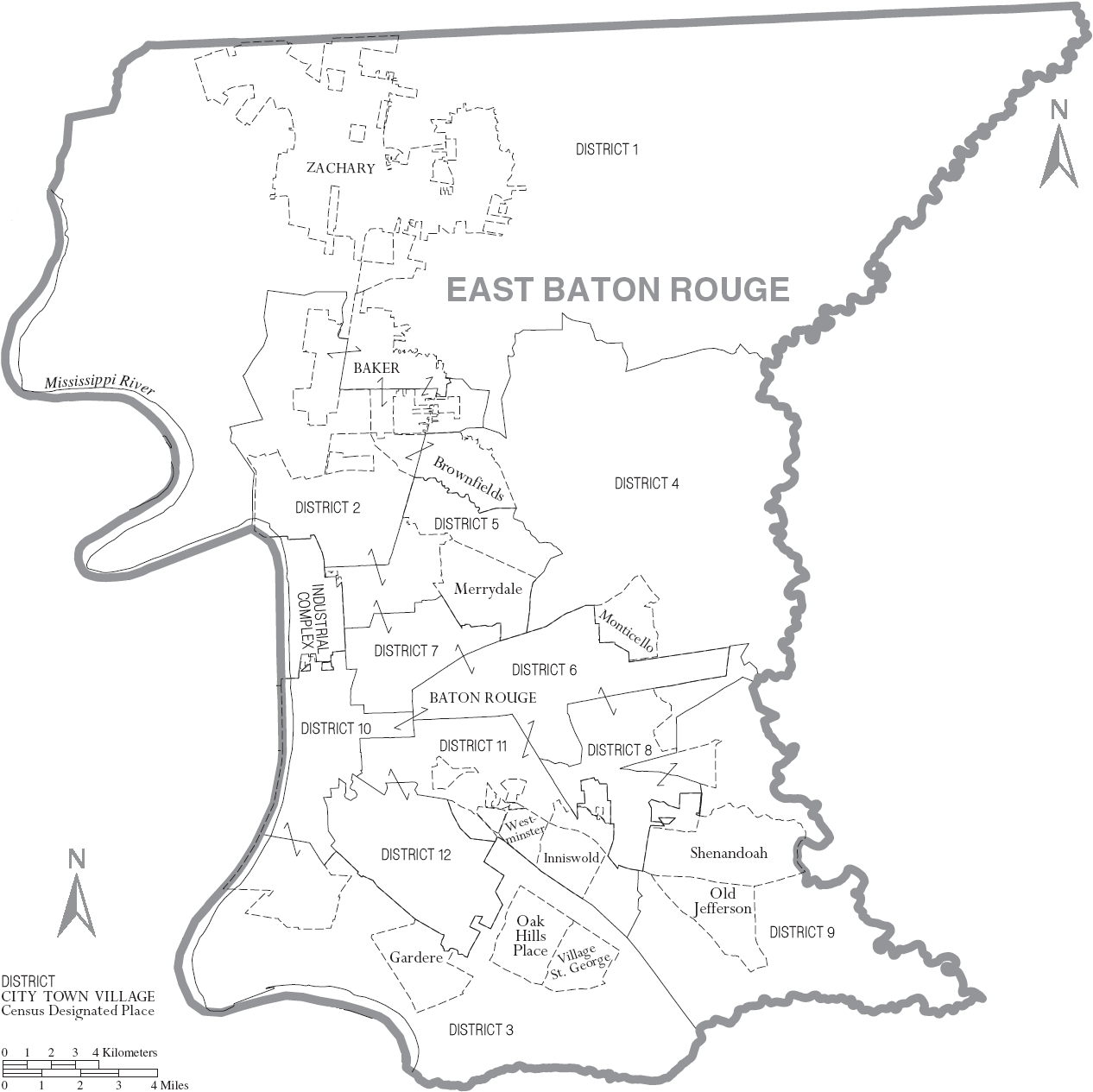
Karte des East Baton Rouge Parishes

Nach der Volkszählung im Jahr 2000 lebten im East Baton Rouge Parish 412.852 Menschen. Davon wohnten 14.584 Personen in Sammelunterkünften, die anderen Einwohner lebten in 156.365 Haushalten und 102.575 Familien. Die Bevölkerungsdichte betrug 350 Einwohner pro Quadratkilometer. Ethnisch betrachtet setzte sich die Bevölkerung zusammen aus 56,17 Prozent Weißen, 40,09 Prozent Afroamerikanern, 0,21 Prozent amerikanischen Ureinwohnern, 2,08 Prozent Asiaten, 0,03 Prozent Bewohnern aus dem pazifischen Inselraum und 0,49 Prozent aus anderen ethnischen Gruppen; 0,93 Prozent stammten von zwei oder mehr Ethnien ab. 1,78 Prozent der Bevölkerung waren spanischer oder lateinamerikanischer Abstammung, die verschiedenen der genannten Gruppen angehörten.
Von den 156.365 Haushalten hatten 32,8 Prozent Kinder und Jugendliche unter 18 Jahre, die bei ihnen lebten. 44,7 Prozent waren verheiratete, zusammenlebende Paare, 16,8 Prozent waren allein erziehende Mütter, 34,4 Prozent waren keine Familien, 26,9 Prozent waren Singlehaushalte und in 7,2 Prozent lebten Menschen im Alter von 65 Jahren oder darüber. Die Durchschnittshaushaltsgröße betrug 2,55 und die durchschnittliche Familiengröße lag bei 3,14 Personen.
Auf das gesamte Parish bezogen setzte sich die Bevölkerung zusammen aus 26,2 Prozent Einwohnern unter 18 Jahren, 14,4 Prozent zwischen 18 und 24 Jahren, 28,7 Prozent zwischen 25 und 44 Jahren, 20,8 Prozent zwischen 45 und 64 Jahren und 9,9 Prozent waren 65 Jahre alt oder darüber. Das Durchschnittsalter betrug 32 Jahre. Auf 100 weibliche kamen statistisch 91,9 männliche Personen. Auf 100 Frauen im Alter von 18 Jahren oder darüber kamen 87,5 Männer.
Das jährliche Durchschnittseinkommen eines Haushalts betrug 37.224 USD, das Durchschnittseinkommen der Familien betrug 47.480 USD. Männer hatten ein Durchschnittseinkommen von 38.334 USD, Frauen 25.073 USD. Das Prokopfeinkommen betrug 19.790 USD. 13,2 Prozent der Familien 17,9 Prozent der Bevölkerung lebten unterhalb der Armutsgrenze. Davon waren 22,7 Prozent Kinder oder Jugendliche unter 18 Jahre und 11,5 Prozent waren Menschen über 65 Jahre.

## Orte im Parish

### Cities
- Baker
- Baton Rouge (Parish seat und größte Stadt)
- Central
- St. George[5]
- Zachary

#### Weitere Orte
- Alsen
- Arlington
- Aubin
- Baywood
- Bird
- Broadmoor
- Brookstown
- Brown Heights
- Brownfields
- Burtville
- Castlewood
- College Hills
- Collegetown
- Comite
- Deerford
- Delmont Place
- Eden Park
- Essen
- Foreman
- Fred
- Gardère
- Goodwood
- Green Acres
- Greendale
- Greenwell Springs
- Harelson
- Howell
- Inniswold
- Irene
- Istrouma
- Jones Creek
- Kleinpeter
- Longwood
- Magnolia
- Maryland
- McHugh
- Merrydale
- Milldale
- Millerville
- Monticello
- Mount Pleasant
- Nesser
- North Highlands
- North Maryland
- Oak Hills Place
- Old Jefferson
- Plains
- Pleasant Hills
- Port Hickey
- Port Hudson
- Pride
- Puckett
- Red Oak
- Ridgewood
- Scotlandville
- Sharp
- Shenandoah
- Siegen
- Smiley Heights
- Stevensdale
- Sunnybrook
- Tanglewood
- Village Saint George
- Westminster
- White Hills
- Zion City